# قضاء القطرانة
قضاء القطرانة قضاء يقع في لواء القطرانة، محافظة الكرك في الأردن. ينتمي القضاء للواء القطرانة الذي يضم قضاء واحد. يقدر عدد سكانه بـ 10896 نسمة حسب إحصاء 2015.

## الوصلات الخارجية
- دائرة الاحصاءات العامة